# Male and Female Since Adam and Eve
 Male and Female Since Adam and Eve  es una película de Argentina filmada en blanco y negro dirigida por Carlos Rinaldi que se estrenó el 18 de febrero de 1961 en Estados Unidos y que tuvo como actores principales a Carlos Cores,  Eduardo Cuitiño, Golde Flami y Alice Gardner. Tiene el nombre alternativo de Souls of Sin.

## Sinopsis
La primera parte del filme se refiere a la historia de los personajes bíblicos Adán y Eva. En la segunda un hombre que estaba deseoso de adquirir suficiente dinero para impresionar a una joven se une a una banda de delincuentes que perpetra una serie de crímenes y cuando ella acepta casarse es muerto al intentar dejar la banda.

## Reparto
- Carlos Cores	...Robert
- Eduardo Cuitiño	...	Inspector Gómez
- Golde Flami	...	Elsa
- Alice Gardner	...	Eva
- Bill Kennedy	...	Adán
- Nelly Meden	...	Luisa